# Remo Bassetti
Remo Bassetti (Napoli, 1961) è uno scrittore e saggista italiano.

## Biografia
Di professione notaio, ha pubblicato dal 1999 saggi di argomenti vari, un libro di poesie e tre romanzi di cui uno pubblicato con modalità sperimentali sul web. È stato fondatore e direttore della rivista Giudizio Universale ed è l'ideatore di Anima in Corporation, consulente per l'identità culturale delle aziende.

## Opere
- Storia e storie dello sport in Italia, Venezia, Marsilio Editori, 1999, ISBN 88-317-7159-0
- Derelitti e delle pene: carcere e ingiustizia da Kant all'indultino, Roma, Editori Riuniti, 2003, ISBN 88-359-5422-3
- Stanno uccidendo i notai, Milano, Cairo editore, 2008, ISBN 978-88-6052-164-4
- Contro il target, Torino, Bollati Boringhieri, 2008, ISBN 978-88-339-1859-4
- La storia in dieci processi, Roma, Nutrimenti, 2010, ISBN 978-88-95842-51-6
- Cosa resta della democrazia, Roma, Nutrimenti, 2014, ISBN 978-88-6594-277-2
- Contratti di convivenza e di unione civile, Torino, Giappichelli, ISBN 978-88-7524-278-7
- L'identità culturale delle aziende, Milano, Franco Angeli, 2016, ISBN 978-88-917-4000-7
- Remo Bassetti (a cura di), Il trust: criticità, correzioni, sviluppi, Torino, Giappichelli, 2017, ISBN 978-88-7524-388-3
- Istruzioni per non morire, Remo Bassetti, 2017, ISBN 978-88-2645-338-5
- Versi, versi pure, Oedipus, 2019, ISBN 9788873412977
- Storia e pratica del silenzio, Torino, Bollati Boringhieri, 2019, ISBN 978-88-339-3190-6
- Offendersi, Torino, Bollati Boringhieri, 2021, ISBN 9788833936130
- Una gran, Milano, Morellini, 2023, ISBN 9791255270508
- Il grande libro per comprare casa, Torino, prodotto da Anima in Corporation s.r.l., 2023, ISBN 9798379399122
- Quanto siamo ripetitivi!, Torino, Bollati Boringhieri, 2023, ISBN 9788833942179